# Championnet Sports (basket-ball)
Championnet Sports est une Association Sportive basée à Paris dans le 18ème arrondissement. Le Basketball est la 3ème plus grande section (430 adhérents) parmi toutes les sections sportives (30) que propose Championnet Sports.

## Histoire
En 1891 naissent les œuvres Championnet au sein de la paroisse « Sainte-Geneviève des Grandes Carrières ». Leurs activités diverses les poussent à déclarer en 1907 une association multi-sports : Championnet Sports affilié à la Fédération gymnastique et sportive des patronages de France (FGSPF). Il faut attendre 1914 pour recenser le premier match de basket-ball. Puis la section se développe peu à peu pour devenir Champion de France en 1945 et fournir trois joueurs à l'équipe de France en 1948 à l'occasion des Jeux olympiques de Londres.
Le club participe ensuite aux 5 premières saisons du championnat de France de basket-ball (1950 à 1954) et descend la saison 1954-1955 en division Excellence. Il remonte pour une saison en division Nationale en 1955-1956 et y réapparaît une dernière fois en 1961-1962. L'association refusant ensuite de suivre l'évolution du basket-ball vers le professionnalisme, sa section basket retombe dans l'anonymat. L'Association Championnet demeure, on y pratique bien d'autres activités dans un but sportif ou récréatif mais aussi d'insertion sociale.
À l'aube de la saison 2007/2008, l'équipe 1 se prépare à disputer le championnat d'excellence départemental parisien tandis que l'équipe 2 se prépare pour le championnat d'honneur départemental parisien.

## Palmarès
- Championnat de France :
  - Champion (1) : 1945
  - Finaliste (2) : 1946, 1948

- Championnat de France de deuxième division :
  - Champion (2) : 1937, 1949

## Entraîneurs successifs
- 1949-1953 : Henri Lesmayoux
- 1953-1954 : Maurice Girardot
- 1955-1962 : Henri Lesmayoux

## Joueurs célèbres ou marquants
- Henri Lesmayoux
- Maurice Desaymonet
- Maurice Girardot
- André Barrais
- Pierre Savetier

## Infrastructures
CS Basket utilise les infrastructures de la mairie du 18e arrondissement. En effet les lieux de pratique sont :
- Centre Sportif Bertrand Dauvin : 12 rue René Binet 75018 Paris
- Centre Sportif des Poissonniers : 2 rue Jean Cocteau 75018 Paris

L'assocation Championnet Sports a également son propre : Gymnase Henri Lesmayoux dit le Bunker: 14 rue Georgette Agutte 75018 Paris